# Bridelia oligantha
Bridelia oligantha är en emblikaväxtart som beskrevs av Airy Shaw. Bridelia oligantha ingår i släktet Bridelia och familjen emblikaväxter. Inga underarter finns listade i Catalogue of Life.